# Unidade real de valor
Unidade real de valor (URV) foi a parte escritural da atual moeda corrente do Brasil, cujo curso obrigatório se iniciou em 1º de março de 1994. Foi um índice que procurou refletir a variação do poder aquisitivo da moeda, servindo apenas como unidade de conta e referência de valores. Teve curso juntamente com o cruzeiro real (CR$) até o dia 1º de julho de 1994, quando foi lançada a nova base monetária nacional, o real (R$). 
Instituída pela Medida Provisória nº 434, de 27 de fevereiro de 1994, (posteriormente transformada na Lei nº 8.880), foi a segunda etapa do Plano Real, sendo uma parte fundamental dele, contribuindo positivamente para a mudança de moeda e estabilização monetária e econômica, sem medidas de choque como confiscos e congelamentos.
O ministro da Fazenda responsável em gerir a equipe de economistas que planejaram a entrada do real como moeda corrente no Brasil foi o sociólogo Fernando Henrique Cardoso, futuramente eleito Presidente da República em outubro de 1994. Todavia, quem era o ministro da fazenda quando se pôs em pratica o plano foi Rubens Ricupero tendo sido prosseguido por Ciro Gomes que continuou no cargo até o fim do governo Itamar Franco.
| Valor diários da URV por semana (cruzeiros reais) |                |                |                |                |                |            |                |                |                |                |                |
| 1ª semana | Seg            | Ter            | Qua            | Qui            | Sex            | 2ª semana  | Seg            | Ter            | Qua            | Qui            | Sex            |
| Data Valor | 28/02 –        | 01/03 647,50   | 02/03 657,50   | 03/03 667,65   | 04/03 677,98   | Data Valor | 07/03 688,47   | 08/03 699,13   | 09/03 709,96   | 10/03 720,97   | 11/03 732,18   |
| 3ª semana | Seg            | Ter            | Qua            | Qui            | Sex            | 4ª semana  | Seg            | Ter            | Qua            | Qui            | Sex            |
| Data Valor | 14/03 743,76   | 15/03 755,52   | 16/03 767,47   | 17/03 779,61   | 18/03 792,15   | Data Valor | 21/03 805,53   | 22/03 819,80   | 23/03 834,32   | 24/03 849,10   | 25/03 864,14   |
| 5ª semana | Seg            | Ter            | Qua            | Qui            | Sex            | 6ª semana  | Seg            | Ter            | Qua            | Qui            | Sex            |
| Data Valor | 28/03 879,45   | 29/03 895,03   | 30/03 913,50   | 31/03 931,05   | 01/04 931,05   | Data Valor | 04/04 931,05   | 05/04 948,93   | 06/04 967,16   | 07/04 985,74   | 08/04 1.004,68 |
| 7ª semana | Seg            | Ter            | Qua            | Qui            | Sex            | 8ª semana  | Seg            | Ter            | Qua            | Qui            | Sex            |
| Data Valor | 11/04 1.023,98 | 12/04 1.043,65 | 13/04 1.063,70 | 14/04 1.084,13 | 15/04 1.104,96 | Data Valor | 18/04 1.126,18 | 19/04 1.147,81 | 20/04 1.169,80 | 21/04 1.191,93 | 22/04 1.191,93 |
| 9ª semana | Seg            | Ter            | Qua            | Qui            | Sex            | 10ª semana | Seg            | Ter            | Qua            | Qui            | Sex            |
| Data Valor | 25/04 1.313,97 | 26/04 1.235,99 | 27/04 1.258,12 | 28/04 1.280,19 | 29/04 1.302,65 | Data Valor | 02/05 1.323,92 | 03/05 1.345,54 | 04/05 1.367,56 | 05/05 1.389,94 | 06/05 1.412,74 |
| 11ª semana | Seg            | Ter            | Qua            | Qui            | Sex            | 12ª semana | Seg            | Ter            | Qua            | Qui            | Sex            |
| Data Valor | 09/05 1.435,92 | 10/05 1.459,76 | 11/05 1.484,27 | 12/05 1.509,20 | 13/05 1.534,66 | Data Valor | 16/05 1.560,55 | 17/05 1.586,87 | 18/05 1.613,64 | 19/05 1.640,86 | 20/05 1.668,54 |
| 13ª semana | Seg            | Ter            | Qua            | Qui            | Sex            | 14ª semana | Seg            | Ter            | Qua            | Qui            | Sex            |
| Data Valor | 23/05 1.696,69 | 24/05 1.725,31 | 25/05 1.754,41 | 26/05 1.784,00 | 27/05 1.814,09 | Data Valor | 30/05 1.844,69 | 31/05 1.875,82 | 01/06 1.908,68 | 02/06 1.942,11 | 03/06 1.942,11 |
| 15ª semana | Seg            | Ter            | Qua            | Qui            | Sex            | 16ª semana | Seg            | Ter            | Qua            | Qui            | Sex            |
| Data Valor | 06/06 1.976,13 | 07/06 2.010,74 | 08/06 2.046,38 | 09/06 2.082,65 | 10/06 2.119,80 | Data Valor | 13/06 2.157,78 | 14/06 2.196,55 | 15/06 2.236,02 | 16/06 2.276,91 | 17/06 2.318,55 |
| 17ª semana | Seg            | Ter            | Qua            | Qui            | Sex            | 18ª semana | Seg            | Ter            | Qua            | Qui            | Sex            |
| Data Valor | 20/06 2.361,49 | 21/06 2.406,05 | 22/06 2.452,17 | 23/06 2.499,18 | 24/06 2.547,09 | Data Valor | 27/06 2.596,58 | 28/06 2.647,03 | 29/06 2.698,46 | 30/06 2.750,00 | 01/07 R$ 1,00  |
| Os valores das segundas-feiras foram retroativos para os sábados e domingos. Posteriormente estabeleceu-se uma fórmula para o cálculo retroativo aos meses e anos anteriores. Fonte: Banco Central |                |                |                |                |                |            |                |                |                |                |                |